# Michael Dowse

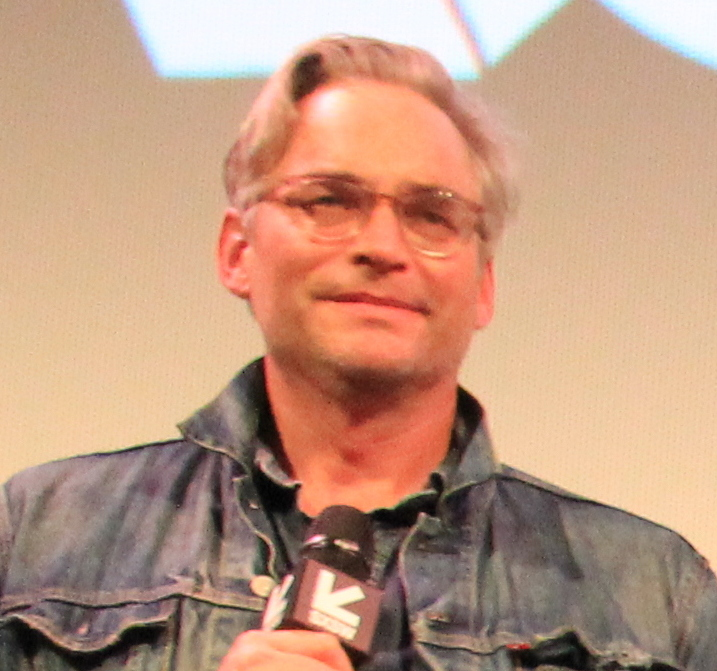
Michael Dowse

Michael Dowse (* 19. April 1973 in London, Ontario) ist ein kanadischer Filmregisseur, der weitgehend Filme für ein jüngeres Publikum dreht. Er begann seine Laufbahn als Regisseur von Videos seiner Landsleute, beispielsweise The New Pornographers. 1999 drehte er seinen ersten Kurzfilm, 2002 mit FUBAR seinen ersten abendfüllenden Streifen. Weitere Filme und vereinzelte Fernseharbeiten folgten. Zudem ist er als Filmeditor und Drehbuchautor tätig.
Sein Film It’s All Gone Pete Tong über einen tauben DJ wurde 2006 für den kanadischen Genie Award nominiert.

## Filmographie (Auswahl)
- 1999: Bad Money (Kurzfilm)
- 2000: 237 (Kurzfilm)
- 2002: Looking for Leonard (Kurzfilm)
- 2002: Fubar
- 2004: It’s All Gone Pete Tong
- 2007: Blue Movie
- 2010: Beerfriends – Zwei Prolos für ein Halleluja (Fubar 2: The Wrath Of Tron)
- 2011: Take Me Home Tonight
- 2011: Goon – Kein Film für Pussies (Goon)
- 2013: The F-Word – Von wegen nur gute Freunde! (The F Word)
- 2016–2017: Man Seeking Woman (Fernsehserie, 6 Episoden)
- 2017: Future Man (Fernsehserie, 2 Episoden)
- 2019: Stuber – 5 Sterne Undercover (Stuber)
- 2020: Coffee & Kareem
- 2021: 8-Bit Christmas